# Campeonato de España de Atletismo en pista cubierta de 1971
El VII Campeonato de España de Atletismo en pista cubierta, se disputó el día 27 de febrero de 1971 en las instalaciones deportivas de Palacio de los Deportes, Madrid, España.

## Resultados

### Hombres
| Evento              | Oro                      | Plata                     | Bronce                     |
| ------------------- | ------------------------ | ------------------------- | -------------------------- |
| 60 m                | Fernando Escrivá 6.6     | Juan Carlos Jones 6.7     | Pedro Carda 6.7            |
| 400 m               | Ramón Magariños 48.3     | Luis Sarriá 48.6          | Manuel Carlos Gayoso 48.6  |
| 800 m               | Juan Borraz 1:52.5       | Isidro Solórzano 1:52.5   | José Ramón Menéndez 1:53.7 |
| 1500 m              | José María Alonso 3:52.0 | Saturnino Arcones 3:58.0  | Pedro Cornellas 4:02.3     |
| 3000 m              | Ramón Tasende 8:13.6     | Carlos García 8:14.0      | Alberto Esteban 8:41.0     |
| 60 m vallas         | Rafael Cano 8.0          | Gerardo Trianes 8.0       | Alfonso Subias 8.6         |
| Salto de altura     | Luis María Garriga 2,00  | José Antonio Martín 2,00  | López Mañoso 1,95          |
| Salto con pértiga   | Ignacio Sola 4,95        | Miguel Consegal 4,60      | José Luis Hernández 4,40   |
| Salto de longitud   | Juan José Azpeitia 7,53  | Jacinto Segura 7,32       | Pedro Pablo Fernández 7,11 |
| Triple salto        | Luis Felipe Areta 15,68  | Juan José Azpeitia 15,45  | Jesús Bartolomé 15,34      |
| Lanzamiento de peso | Antonio Herrería 15,13   | Manuel Ruiz Parajón 15,10 | Bonifacio Allende 14,23    |

### Mujeres
| Evento              | Oro                    | Plata                     | Bronce                         |
| ------------------- | ---------------------- | ------------------------- | ------------------------------ |
| 60 m                | María Feu 7.7          | Mercedes Rivelles 7.7     | Sagrario Aguado 7.8            |
| 400 m               | María Feu 57.0         | Josefina Salgado 59.8     | Ana Lorenzo 1:00.1             |
| 800 m               | Coro Fuentes 2:18.4    | Pilar Freixa 2:20.5       | Nieves Recuero 2:20.9          |
| 1500 m              | Belén Azpeitia 4:48.6  | Consuelo Alonso 4:48.8    | María Dolores Tasende 5:03.2   |
| 60 m vallas         | Ana María Molina 8.9   | María Jesús Sánchez 9.0   | Clara Rivas 9.8                |
| Salto de altura     | Herminia Coloma 1,52   | Rosa María Fernández 1,45 | María del Carmen Palacios 1,40 |
| Salto de longitud   | María José Gago 5,44   | Cristina Alonso 5,29      | Isabel Montaña 5,26            |
| Lanzamiento de peso | Ana María Molina 14,53 | María Carmen Guembe 11,34 | María Ángeles Muguiro 11,27    |

## Récords batidos
| Tipo              | Sexo    | Prueba              | Marca            | Atleta |
| ----------------- | ------- | ------------------- | ---------------- | ------ |
| Récords de España | Hombres | 60 m vallas         | Rafael Cano      | 8.0    |
| Récords de España | Mujeres | 400 m               | María Feu        | 57.0   |
| Récords de España | Mujeres | 1500 m              | Belén Azpeitia   | 4:48.6 |
| Récords de España | Mujeres | Lanzamiento de peso | Ana María Molina | 14,53  |